# Araucopogon
Araucopogon is een vliegengeslacht uit de familie van de roofvliegen (Asilidae).

## Soorten
- A. cyanogaster (Loew, 1851)